# Julij Civil
Gaj Julij Civil (25 - ?) je vodil vstajo Batavijcev proti Rimljanom v letih 69. in 70 našega štetja. Edino znanje o njem izvira iz Zgodovine(Historiae) rimskega kronista Tacita. Julija Civila pogosto imenujejo, verjetno nepravilno, Klavdij Civil, ker se tako imenuje v najstarejših Tacitovih rokopisih.

## Osebno ozadje Civila
Čeprav je bil Civilis po rojstvu Batavec, ki je bil 's kraljevsko krvjo', je bil tudi rimski državljan. Dolga leta je služil v upravi rimskega cesarstva, ko se je obrnil proti svojemu pokrovitelju. Po Tacitu, kar zadeva Civilisa, za to ni bilo političnih razlogov.
V poznih šestdesetih letih 1. stoletja je Fontej Kapito , guverner Spodnje Nemčije, po krivem obtožil upora poveljnika batavske vojske Klavdija Pavla, brata Gaja Julija Civila. To je bilo verjetno povezano z uporom, ki ga je vodil Vindex v Galiji proti Neronovi vladi. Julija Pavla je zato Fontej Kapit septembra 68 skoraj takoj usmrtil, Civil pa je bil odpeljan v Rim na njegovo usmrtitev. Julija Civila bi nedvomno doletela enaka usoda kot njegovega brata Pavla, če ne bi Galba nasledil Nerona kot cesar. Civil je bil oproščen in vrnjen na območje Spodnjega Porenja. Kljub izpustitvi je bil zagrenjen človek in se je zaobljubil, da bo maščeval bratovo smrt. Po Neronovi smrti je bil Fontej Capito jeseni leta 68 našega štetja umorjen zaradi domnevne zarote državnega udara. Novi cesar Galba se je nato strinjal s tem dejanjem. Fonteja Kapitona je zamenjal Vitelij pod cesarjem Galbo. Sam umor je izvedel stotnik Crispin, ki je bil zaradi tega naslednje leto usmrčen na vztrajanje nekdanjih legionarjev, ki so služili pod Fontejem Capito. Po njegovi smrti so ti legionarji pod Vitelijevim vodstvom zahtevali tudi usmrtitev Julija Civila.

## Batavska vstaja

### Kriza v Rimu
Julij Civil je dobil priložnost, da se maščuje, ko so v rimskem imperiju ponovno izbruhnili upori. Kmalu zatem, ko je Galba prišel na prestol, se je Avl Vitelij 16. aprila 69 razglasil za cesarja ob podpori čet Spodnje in Gornje Germanije (približno območja južno in zahodno od Rena). Vitelij je dobil podporo Batavijcev, ker je Galba tik pred tem oplenil batavsko konjenico, ki je služila kot cesarska straža. To je bilo veliko ponižanje.
Deloma s podporo legij spodnjega Porena se je Viteliju uspelo razglasiti za cesarja v Rimu. Zdelo se je, da je dosegel svoj cilj, vendar je obstajala nevarnost. Z vzhoda je general Vespazijan napredoval v Rim. Tudi sam se je razglasil za rimskega cesarja. Civilis se je pretvarjal, da podpira Vespazijanovo stranko. Vitelij je zato potreboval več vojakov in je dal poveljniku renskih vojsk Marku Hordeoniju Flaku ukaz, da se v Rim pošlje še več vojakov od že obljubljenih vojakov. Flak je zavrnil, vendar so batavski plemiči svoje soplemiče pozvali, naj se ne prijavijo v rimsko vojsko, čeprav so Batavijci Rimu zagotovili razmeroma veliko vojakov. Civil je nato povabil druge plemiče na pojedino v sveti gozd, sacrum nemus - in ko je bilo vzdušje pripravljeno, je Civilis začel svoj govor. Po Tacitu je poveličeval preteklost Batavcev in opisal, kako se je odnos z Rimljani spremenil iz enakopravnega v odnos gospodarjev in sužnjev. Naštel je tudi vsa krivična dejanja, ki so jih Rimljani zagrešili nad Batavijci. Rodil se je upor proti Rimljanom.

### Batavijski uspehi
Civilis se je odločil pametno izkoristiti vstajo, ki je tik pred tem izbruhnila med Kananefati , ki so jih podpirali Frizijci , ki so živeli severno od Rena. Pod vodstvom Kananefata Brina so uničili dva rimska tabora (verjetno Lugdunum Batavorum blizu današnjih Katwijka in Valkenburga  ) in odkrito začeli lov na Rimljane. Civil se je odločil pridružiti vstaji.
Prva bitka se je zgodila blizu današnjega Arnhema. To se je nadaljevalo, dokler Tungri, germanski pomožniki v službi Rimljanov, niso prebegnili k upornikom. Rimljani so bitko izgubili, zato se je poveljnik Flak - ki ga Tacit dosledno prikazuje kot popolnoma nesposobnega vojaka - odločil, da na to območje pošlje veliko močnejše enote. Dve legiji pomožnih čet sta odšli iz Vetere (današnji Xanten v Nemčiji): skupaj približno 6000 mož. Blizu današnjega Nijmegena je prišlo do bitke. Rimljani so se znova soočili z dezertiranjem pomožnih enot in bili znova poraženi. Ostanki vojske so se umaknili v Vetero.
Batavsko ozemlje je bilo zdaj formalno svobodno in Civilis je pridobil ogromen prestiž. Poleg tega so bile možnosti za dejansko neodvisnost Batavcev resnične. Vespazijan je pred tem prosil Civila, naj sproži upor, da bi oslabil Vitelijevo moč. Zdaj, ko je Civil ugodil tej prošnji, so Batavijci pričakovali, da Vespazijan ne bo nenaklonjen ločitvi od Batavcev. Glede na takratne razmere bi to lahko bila pravilna analiza, vendar se je Civil odločil napasti Vetero. Septembra 69 se je začelo obleganje.
Batavijci in njihovi zavezniki so bili v večini, vendar je prvi poskus napada na Vetero propadel. Tudi poskus izdelave oblegovalnih topov ni uspel – po Tacitu zaradi pomanjkanja potrebnega tehničnega znanja. Potem je bilo odločeno, da se trdnjava izstrada. Civil pa je doživel velik neuspeh, ko so bile batavske pomožne enote poražene v bitki pri Krefeldu (december 69). Rimljani so zdaj lahko priskočili na pomoč obkoljeni Veteri. Vendar se je situacija spremenila, ko so generala Flaka umorili njegovi lastni vojaki.
V Veteri so se vojaki zdaj morali hraniti s konji, mulami in travo. Bilo je jasno, da se usoda bliža koncu, in marca leta 70 je bila ponujena predaja. Taborišče je bilo izropano in številni oblegani pobiti. Poveljnik Munij Luperk je bil poslan kot darilo prerokinji Veledi. Vendar pa "darilo" nikoli ni prišlo do nje, ker so Luperka ubili. Civil je zdaj postavil svoj sedež v Kölnu. Batavijci so postali najmočnejše pleme v severozahodni Evropi.

### Rimski protinapad
Rimljani se temu seveda niso mogli upreti in so na sever poslali vojsko pod vodstvom Kvinta Petilija Kerijala. Brez večjih težav je osvojil Trier. Presenetljiv nočni napad upornikov na Trier je bil odbit in odslej so imeli Rimljani prednost v bitki. Istočasno je bilo objavljeno, da se je Köln osvobodil in pobil okupacijske sile Civila. Obali Severnega morja se je približala tudi rimska flota, zaradi česar se je Civil moral umakniti v domovino Batavcev. Vendar mu je uspelo ponovno zasesti Vetero in tu se je pojavila vrsta vojne, ki so jo Nizozemci kasneje uporabili v svoji nizozemski vodni črti: poplavljanje zemlje. Batavski prebežnik je Kerijalu pokazal 'sovražnikov hrbet'. Izid bitke je bil, da je bila Vetera za Civila izgubljena, in se je umaknil v Batavijo (Betuwe). Vstaja še zdaleč ni bila končana. 
Istega dne je Civil napadel na štirih mestih: Kleve, Nijmegen, Rossum in Heerewaarden. Kerijalovo vodilno ladjo so neko noč ujeli, vendar je Kerijal tisto noč verjetno ostal pri neki ubijski dami. Ladjo so podarili Veledi. Civil je oblikoval floto in se umaknil za Waal. Kerijal se je nato odločil, da bo napadel središče Batavcev in oropal, kar je zdaj Batavija (Betuwe). Civilove hiše in polja je pustil nedotaknjene. Bila je jesen in izjemno mokro. Po Tacitu bi bilo mogoče legije premagati  toda Civil se je odločil drugače. Nekaj dni kasneje se je predal. Tacitovo poročilo se ustavi ravno takrat, ko se Civil pogaja (pri ostankih mostu čez Nabalijo) o njegovi predaji. Torej, kaj se je zgodilo potem, ni znano, vendar se zdi gotovo, da je bila stara zaveza med Rimljani in Batavijci obnovljena. Nič ni znanega o nadaljnjem življenju Civila, vendar glede na usodo drugih upornikov, kot je Vercingetoriks je bilo morda kratko. Po drugi strani pa je bil upor Batavijcev reakcija na nemire, ki so nastali v letu štirih cesarjev. Sprašujemo se lahko, ali je novi cesar Vespazijan s tem, da je Civila strogo kaznoval, čakal na novo hudo kri na območju Rena. Bolj verjetno je, da je Vespazijan imel koristi od ponovnega reda tako, da je Batavijcem nadomestil, da bodo ponovno oproščeni plačila davkov v zameno za oskrbo batavskih mladeničev za rimsko vojsko. Možno je, da je Vespazijan pomilostil Civila.
Rezultat Batavskega upora je bil, da se je X. legija Gemina naselila v Ulpia Noviomagus Batavorum.
Leta 69 se je legija iz Hispanije preselila v Spodnjo Germanijo, da bi pazila na Batavijce po uporu in zadušila uporniška čustva. Od leta 71 do 103 je bila nastanjena v Ulpia Noviomagus Batavorum v trdnjavi, ki jo je zgradila II. legija Adiutrix. Kasneje iz več virov izhaja, da so bili Batavijci ponovno videti kot zanesljivi zavezniki.

### Nizozemska narodna refleksija
Civilov ugled pa je ostal v kulturi. V času renesančnega humanizma je prišlo do ponovnega zanimanja za Civila in v republiki so Batavijci veljali za prednike Nizozemcev. Leta 1663 je Vondel napisal Batavska bratovščina, ali Zatirana svoboda: odo Civilu, ki se je v podobni situaciji boril z vladarjem, tako kot je to storil Viljem Oranski v svojih dneh, stoletje pred nastankom Vondelove igre. Slika Prisega Klavdija Civila (Barend Wijnveld, 1850) ima isto tematiko, a pred tem, leta 1661/1662, je Rembrandt  naslikal sliko Batavska zarota pod Klavdijem Civilom , posvečena tej temi; Ferdinand Bol (ok. 1658) je tudi naslikal Civila, vendar v pogajanjih z Rimljani. Pred Rembrandtom je Otto van Veen, Rubensov učitelj, je med letoma 1600 in 1613 na plošče naslikal serijo Batavskega upora.
Ta domnevna povezava med Nizozemsko in Batavijci je kasneje živela v imenih, kot sta Batavija (glavno mesto nizozemske Vzhodne Indije ) in Batavska republika (v francoskih časih). Batavski upor je zasenčil spomin na prejšnji frizijski upor leta 28.

## Primarni vir
- Zgodovine, Tacit 1,8; 1,51; 1,59; 2,66; 2,69; 4,12–37; 4,54–79; 5,14–26.

## Drugi viri
- Georg Heinrich Kaufmann (1876), »Civilis: Julius C.«, Allgemeine Deutsche Biographie (ADB) (v nemščini), zv. 4, Leipzig: Duncker & Humblot, str. 268–269
- Oliver Schmitt: Anmerkungen zum Bataveraufstand. In: Bonner Jahrbücher 193 (1993), S. 141–160
- Ralf Urban: Der „Bataveraufstand“ und die Erhebung des Iulius Classicus (= Trierer historische Forschungen. Band 8). Verlag Trierer Historische Forschungen, Trier 1985, ISBN 3-923087-07-1.
- Ralf Urban: Die Revolte des Iulius Classicus und des Iulius Sabinus. In: Derselbe: Gallia rebellis. Erhebungen in Gallien im Spiegel antiker Zeugnisse. Stuttgart 1999.